# Chaostheorie

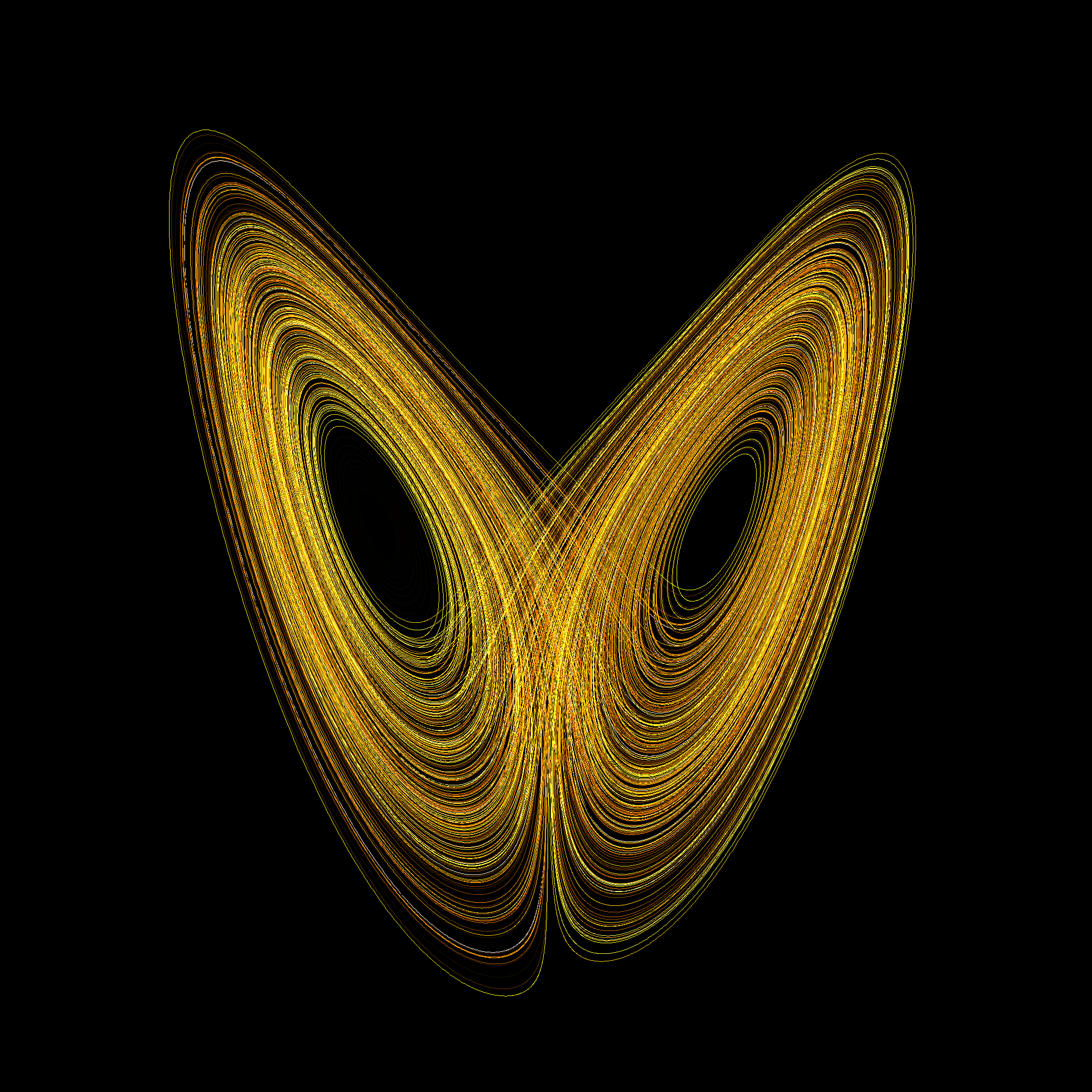
De Lorenz-attractor van Edward Lorenz in een driedimensionale faseruimte. De bijbehorende differentiaalvergelijkingen beschrijven een eenvoudig meteorologisch model. Het systeem beweegt langs de getoonde banen links met de klok mee, na oversteek rechts tegen de klok in, na oversteek links...enzovoorts. Bij elke omloop verbreedt de band van de banen zich. De figuur is berekend met de standaard parameters r=28, σ = 10, b = 8/3 (of 2.666667) met behulp van Fractint.

De chaostheorie is de populaire benaming voor het gebied binnen de wiskunde dat het gedrag van niet-lineaire dynamische systemen (Engels: Dynamical systems of systeemtheorie) onderzoekt. De officiële naam binnen de wiskunde is dynamische systemen. Het onderzoekt omstandigheden waarbij deterministische chaos optreedt en welke eigenschappen die heeft. Het begrip chaos heeft hierbij een technische betekenis, te onderscheiden van het losse alledaagse woordgebruik. Deterministische chaos betekent dat de schijnbare wanorde toch exact bepaald is en geordend tot stand komt volgens een algoritme of rekenregel zoals een differentiaalvergelijking of een recursie. Tot de praktische toepassingen van de chaostheorie behoort het onderzoek naar de stabiliteit van niet-lineaire systemen.

## Onvoorspelbaarheid door niet-lineariteit
Vroeger dachten onderzoekers dat fysieke systemen die onvoorspelbaarheid vertoonden, alleen maar zo leken vanwege ofwel hun complexiteit, ofwel door de verscheidenheid van de factoren die veranderingen in die systemen teweegbrachten. Met de ontwikkeling van de systeemtheorie is men gaan beseffen dat dit niet waar is. Zelfs zeer simpele systemen waarin de onderdelen van het stelsel elkaar op niet-lineaire wijze beïnvloeden, kunnen het verschijnsel "deterministische chaos" vertonen. Met de komst van de computer heeft men dit goed kunnen bestuderen.

## Invloed beginwaarden
Het blijkt namelijk dat een infinitesimale wijziging in de beginwaarden van zo'n systeem binnen een eindige tijd tot macroscopische veranderingen voert of voeren kan. Een anekdotische beeldspraak hiervoor is die van de vlinder en de orkaan.

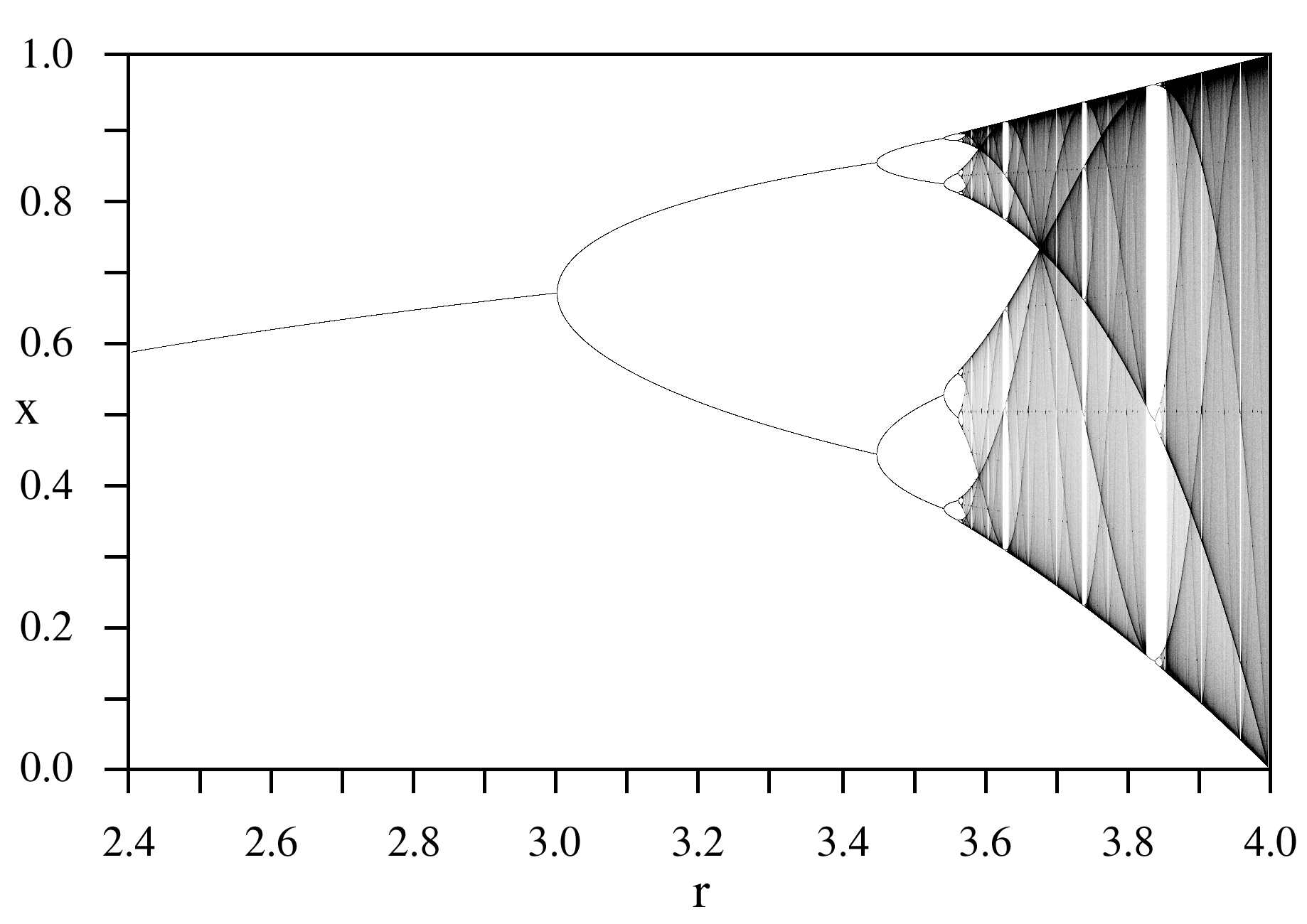
Bifurcatie van de iteraties van de logistische vergelijking voor bevolkingsgroei (logistic map):
met
een getal tussen 0 en 1 voor de bevolking in het jaar n zodat x_{0} de uitgangsbevolking voorstelt (in het jaar 0)
r is een positief getal voor de gecombineerde sterfte en geboorte.
Verticaal staan de punten x als functie van de controleparameter r. Links convergeert de rij, rechts is hij chaotisch en daartussen periodiek. Op de vertakkingspunten in het overgangsgebied treedt periodeverdubbeling op.

### De vlinder en de orkaan (het vlindereffect)
Een voorbeeld van de invloed die beginwaarden kunnen hebben geeft de anekdote van de vlinder en de orkaan. Onze weersvoorspellingen komen uit de oplossing van stelsels gekoppelde differentiaalvergelijkingen. Van dit soort stelsels zijn vaak geen exacte oplossingen bekend, maar numeriek doorrekenen kan wel. Praktisch betekent dit dat we met de weergegevens van vandaag die van morgen kunnen berekenen.
Edward Lorenz toonde al in de jaren 1950 aan dat gekoppelde differentiaalvergelijkingen instabiel kunnen zijn. Dat betekent dat fouten in de numerieke berekening in de tijd steeds groter worden. Als de temperatuur bijvoorbeeld vandaag 0,1 °C verkeerd wordt gemeten, is de afwijking van de weersvoorspelling voor morgen al 0,5 °C. Over een week zitten we er 3,1 °C naast en voor twee weken is geen zinvolle voorspelling meer te doen. Anekdotisch zegt men wel dat de vleugelslag van een vlinder in China de doorslag kan geven tussen mooi weer en een orkaan in Texas.

## De Ljapoenov-exponent
De exponentiële groei van afwijkingen is een eigenschap van de instabiliteit van het systeem zelf en kan worden uitgedrukt met de Ljapoenov-exponent (lambda). Deze geeft aan of systemen die bijna dezelfde begintoestand hebben in de loop van de tijd al of niet uit elkaar groeien. Chaotische systemen zijn zeer gevoelig voor een klein verschil in begintoestand. Dat leidt tot enorme verschillen later. We kunnen drie parametergebieden van lambda ({\displaystyle \lambda }) onderscheiden.
- {\displaystyle \lambda <0}

Het systeem is niet chaotisch. Een goed voorbeeld is een iteratieve wortelfunctie. Begin met een willekeurig getal (zeg 1000) en blijf de wortel daarvan nemen. Uiteindelijk kom je heel dicht bij 1 uit. Neem een klein verschil (zeg 1002) en blijf de wortel ervan nemen en je komt weer dicht bij 1 uit. Kortom, de waarden kruipen naar elkaar toe, karakteristiek voor een niet-chaotisch systeem en een negatieve Ljapoenov-exponent.
- {\displaystyle \lambda =0}

Het systeem is 'neutraal'. Een voorbeeld is een iteratieve optelling. Neem twee waarden w1 en w2 en tel daar constant 1 bij op. Hoe vaak je dat ook doet, w1 en w2 blijven even dicht bij elkaar liggen. Er verandert dus niets in de afstand, wat duidt op een neutraal systeem en een Ljapoenov-exponent nul.
- {\displaystyle \lambda >0}

Het systeem is chaotisch. Neem twee waarden erg dicht bij elkaar in de buurt, zeg 2 en 2,0001. Blijf die kwadrateren en het verschil neemt meer en meer toe, kenmerk van een chaotisch systeem en een positieve Ljapoenov-exponent.
Een tweede bijdrage van Ljapoenov aan de chaostheorie is de bijna gelijkmatige Ljapoenov-tijd. Dit is simpelweg de tijd die een systeem nodig heeft om chaotisch te worden.

## Periodeverdubbeling
Een belangrijke rol bij het ontstaan van chaos speelt de periodeverdubbeling.
Bij deze bifurcatie neemt de complexiteit van een periodieke beweging toe. Door een opeenhoping van periodeverdubbelingen ontstaat uiteindelijk chaos. Dit proces is goed te volgen met behulp van vreemde aantrekkers op de Poincaré-afbeelding. Wanneer het systeem chaotisch is, vormt de Poincaré-afbeelding een fractal.

## Pioniers
Henri Poincaré was degene die in zijn onderzoekingen op het gebied van de hemelmechanica dit fenomeen als eerste ontdekte en onderzocht.
Andere pioniers die aan deterministische chaos werkten zijn bijvoorbeeld Mary Cartwright, Edward Lorenz, Mitchell Feigenbaum, James Yorke, Floris Takens, Ilya Prigogine en Benoît Mandelbrot.

## Toepassingen
Begin jaren 1990 was de theorie zover gevorderd dat men een wiskundige analyse van (schijnbare) willekeurigheid kon bieden die kon worden gebruikt om de onvoorspelbaarheid te verklaren in allerlei gebieden, bijvoorbeeld natuurkunde, meteorologie, chemie, astronomie, economie of sociale systemen. De zogenaamde chaostheorie kwam in de mode en werd te pas en te onpas - bijvoorbeeld in cursussen voor managers - toegepast. Daarom spreken wiskundigen liever van dynamische systemen.